# Otterupkredsen
Otterupkredsen var en valgkreds (eller opstillingskreds) i den gamle Fyns Amtskreds.
Området, kredsen dækkede, er efter valgkredsreformen delt i hhv. Middelfartkredsen og Assenskredsen. De daværende Aarup, Tommerup og Vissenbjerg kommuner er nu en del af Assenskredsen, ligesom de også er en del af den nye Assens Kommune. Den nordlige del af kredsen, de daværende Otterup, Bogens og Søndersø kommuner er nu en del af Middelfartkredsen, mens de daværende tre kommuner nu tilsammen udgør Nordfyns Kommune.

Den 8. februar 2005 var der 35.694 stemmeberettigede vælgere i kredsen.
Kredsen rummede flg. kommuner og valgsteder::
1. Aarup Kommune
  1. Aarup Og Skydebjerg
  2. Kerte
  3. Orte
  4. Rørup
2. Bogense Kommune
  1. Bogense
  2. Grindløse
  3. Guldbjerg/Nr. Sandager
  4. Klinte
  5. Ore
  6. Skovby
3. Otterup Kommune
  1. Hjadstrup
  2. Krogsbølle
  3. Lunde
  4. Norup
  5. Nr.Nærå-Bederslev
  6. Otterup-Nord
  7. Otterup-Syd
  8. Skeby
  9. Uggerslev-Nr.Højrup
  10. Østrup
4. Søndersø Kommune
  1. Hårslev
  2. Morud
  3. Skamby
  4. Særslev
  5. Søndersø
  6. Veflinge
5. Tommerup Kommune
  1. Brylle
  2. Nårup
  3. Tommerup
  4. Tommerup St
  5. Verninge
6. Vissenbjerg Kommune
  1. Vissenbjerg